# Ichar
Ichar es una novela fantástica del escritor español Francisco Agenjo Toledo. Fue publicada por primera vez en España en febrero de 2003 por Proyectos Editoriales Crom, una editorial de Barcelona hoy ya desaparecida. La novela toma su título de los Ichar, una raza de seres inteligentes que Dios, según la ficción de la novela, había creado antes incluso de crear a la humanidad. Simultáneamente a la novela Proyectos Editoriales Crom publicó también un compendio de relatos del mismo autor titulado Las crónicas Ichar. Francisco Agenjo es también el autor de un juego de rol basado en su propio universo de ficción. Titulado Los Ichar la editorial Trasgotauro Ediciones lo publicó en acceso libre en marzo de 2009, con autorización expresa del autor.

## Una descripción de los Ichar
En la ficción creada por Agenjo los Ichar son seres de aspecto humanoide, pero de gran variedad de formas y apariencias. Detentan grandes poderes naturales y arcanos, y viven en las Trece ciudades submarinas desperdigadas por el suelo rocoso de las profundidades marinas.
Sus poderes son inmensos, y con ellos han edificado durante milenios arquitecturas increíbles así como una civilización arcana basada en la ambición, el poder y la variedad de sus formas y dones.
Como raza su poder amenaza al cosmos, y su ambición les ha llevado a subyugar a otras razas, mientras que individualmente, cada uno de ellos maniobra por su propio bien dentro de la sociedad corrupta y traicionera que han creado.

## Organización
Los Ichar son seres individualistas, pero que reconocen el poder de la asociación para conseguir sus propios fines. Así, durante millones de años se han ido agrupando en diferentes estructuras que luchan por el control del Gran Consejo y otros órganos de poder. El poder político se ve disputado por las Familias Ichar y los Gremios, mientras que el militar está copado por las poderosas Legiones.
Existen cientos de ellos, que habitan en las Trece Ciudades Ichar, así como en fortalezas solitarias desperdigadas por el mundo y en las llamadas Marcas Externas e Internas, colonias de los Ichar en diferentes lugares del Cosmos. Estas colonias les han llevado a una guerra de conquista sin fin contra otras razas como los Serpian, los Brillian, La Religión, y los insectoides Vermit.

## Historia
Los Ichar son la primera raza creada por Dios en el universo, y fueron los primeros habitantes de la tierra. Su poder y su número crecieron con el paso de los eones, hasta el punto de desafiar todas las leyes de la Naturaleza, a la par que su ambición y crueldad.
Señores de la Creación, los Ichar se volvieron orgullosos y terribles, y pusieron en peligro el equilibrio natural con sus luchas y guerras particulares. Durante una de ellas, hace 68 millones de años, los dinosaurios fueron extinguidos.
Algunos de entre los más poderosos reconocieron entonces el error de sus acciones, e iniciaron un programa que les llevaría a ver nacer la segunda raza elegida de su creador, los hombres de Neanderthal.
A pesar de verlos como inferiores, los Ichar toleraron su presencia en el mundo, y les permitieron extenderse, pues no suponían ninguna amenaza ni suscitaban ningún interés en ellos hasta que llegó Eva, el primer Homo sapiens.
Su belleza e inteligencia la situaban por encima de los primeros Neanderthales, y el más antiguo de los Ichar se enamoró de ella. Juntos, crearon una ciudad, Atlantis, y una raza de seres que, junto con los demás hijos de Eva, fueron los primeros humanos.
Pero el odio de Lilith, la primera mujer de Primarcar (Adán) destruyó Atlantis e hizo desaparecer a Eva, al tiempo que forzó una serie de catástrofes naturales que obligaron a los Ichar a esconderse en el fondo del mar, dejando a los humanos la superficie, y alimentando un odio visceral hacia estos en la eterna raza de los Ichar.
En el año 1998 los Ichar se levantaron de las profundidades, y entraron en guerra con la Humanidad. A pesar de que sólo media docena de ellos atacó las ciudades humanas, estuvieron a punto de destruir a los hombres, hasta que sus luchas internas y el apoyo de sus enemigos consiguieron forzar una paz tan frágil como desesperada.

## Publicaciones

### Ichar, la novela
Autor: Francisco Agenjo Toledo
Editorial: Proyectos Editoriales Crom/Quepuntoes
Año de publicación: 2003
Ichar narra la historia de Raúl Torres, un soldado español durante la invasión Ichar. Torres se verá envuelto en un viaje sin precedentes a través de medio mundo para descubrir el secreto de la civilización Ichar, y situarse junto con el resto de sus compañeros en medio de una guerra intestina entre los más poderosos representantes de esta milenaria raza.
Durante la novela, se descubrirá que algunos humanos descendemos en parte de los Ichar, y que incluso los que no, poseen poderes ocultos que sólo ahora comienzan a despertar. En una batalla bajo y sobre la superficie de las aguas antárticas, los ejércitos Ichar, sus esclavos, bestias y aliados, se enfrentan entre sí con el destino del mundo en sus manos.
Al final, el sacrificio de Torres y Atar, su amada, otorgará la victoria al bando de los renegados Ichar, que desea la paz con los humanos y las demás razas, estableciendo un delicado equilibrio siempre a punto de romperse.

### Los Ichar, el juego de rol
Autor: Francisco Agenjo Toledo
Editorial: Trasgotauro Ediciones
Año de publicación: 2009
Los Ichar es el juego de rol creado por Agenjo para jugar a rol en su universo ficticio. Publicado en marzo de 2009 de forma libre en internet con la autorización del autor, la acción del juego se sitúa en el momento descrito al final de la novela: la paz se ha instaurado entre el mundo de los hombres y el Imperio Ichar, tanto en las Trece Ciudades como en las marcas y colonias. Pero el equilibrio es frágil, y los peligros y amenazas son tan grandes como las oportunidades y aventuras que esperan a sus jugadores.
Este es el principio de partida que subyace del juego. Los jugadores podrán representar a cualquier personaje de la raza Ichar, humano o de otras razas, y viajar y conocer las Trece Ciudades, el mundo oculto y las colonias en otros planetas mientras se ven envueltos en las intrigas de los poderosos Ichar.